# Darwyn Cooke
Pour les articles homonymes, voir Cooke.
Darwyn Cooke est un dessinateur et scénariste canadien de bandes dessinées, né le 16 novembre 1962, et mort le 14 mai 2016.

## Biographie
Darwyn Grant Cooke naît le 16 novembre 1962 à Toronto, au Canada,.
À la fin des années 1990, il contribua aux séries animées du DCAU, notamment en qualité de storyboarder sur l'épisode Légendes du Chevalier Noir de la série Batman, la série animée, hommage au Batman: Dark Knight (The Dark Knight Returns) de Frank Miller, et au générique de la série Batman, la relève. Ce travail auprès de Bruce Timm influencera tardivement son style graphique.
Dans l'animation, il participait également, en tant que réalisateur, à la série animée Men in Black.
Son premier grand succès dans la bande dessinée survient en 2000 avec Batman: Ego, sombre histoire introspective mettant en scène le Chevalier Noir. Il continue d'explorer l'univers DC Comics avec le personnage de Catwoman (Catwoman : Le Grand Braquage).
La consécration arrive en 2004 avec La Nouvelle Frontière, mini-série de six numéros qui plonge le lecteur dans l'âge d'or des comics de l'univers DC, alors que le maccarthysme considère les super-héros comme des hors-la-loi. Cette œuvre lui apporte la reconnaissance du public et de la critique : il obtient ainsi trois prix Eisner. En 2008, il participe comme producteur à son adaptation en film d'animation (Justice League: The New Frontier), dans la collection DC Universe.
Cooke travailla ensuite avec de célèbres auteurs, notamment Jeph Loeb sur Batman/The Spirit (pour démarrer la nouvelle série mensuelle du personnage de Will Eisner en 2007) et Tim Sale sur Superman : Kryptonite.
Il utilise ensuite son style sombre et épuré pour adapter en BD les romans de Richard Stark (publiés en France dans la Série noire) qui ont pour héros le personnage de Parker, rendu célèbre notamment par les films Le Point de non-retour avec Lee Marvin et Payback avec Mel Gibson).
En 2012, dans le cadre du projet Before Watchmen (en) Darwyn Cooke réalise Before Watchmen: Minutemen et coécrit Before Watchmen: Silk Spectre.
Il meurt des suites d'un cancer le 14 mai 2016, dans sa maison près de Tampa en Floride.

## Publications

### Version française
- Catwoman : Le Grand Braquage, Semic, 2003[8]
- La Nouvelle Frontière, Panini, 2005-2006
- Superman : Kryptonite, avec Tim Sale, Panini, 2008
- Batman: Ego, Panini, 2008
- Le Spirit, 4 tomes, Panini, 2008-2009
- Parker, 4 tomes, 2010-2014, Dargaud
- Intégrale Parker, Dargaud, 2020

### Version originale
- Batman: Ego (DC Comics, 2000)
- Legion Worlds #2 (DC Comics, milieu 2001)
- Detective Comics #759-762 (DC Comics, juillet à octobre 2001)
- Batman: Gotham Knights #23 (DC, novembre 2001)
- Catwoman #1-4 (DC Comics, novembre 2001 à février 2002)
- Just Imagine Stan Lee with Chris Bachalo creating Catwoman (mai 2002)
- X-Statix #1 (août 2002)
- Marvel Double Shot #3 (décembre 2002)
- X-Force #124 (Marvel Comics, janvier 2002)
- 9-11, volume 2 (février 2002)
- Spider-Man: Tangled Web #11 (Marvel Comics, avril 2002)
- Catwoman: Selina's Big Score (DC Comics, été 2002).
- Gotham Knights #33 (DC Comics, septembre 2002)
- JSA: All Stars #3 (DC Comics, 2003)
- Spider-Man's Tangled Web #21 (Marvel, février 2003)
- Wolverine/Doop #1-2 (Marvel, 2003)
- DC: The New Frontier #1-6 (DC Comics, 2004)
- Solo #1 (DC Comics, 2004)
- Green Lantern: Secret Files 2005 (DC Comics, 2005)
- Solo #5 (DC Comics, juin 2005)
- Batman/The Spirit (DC Comics, novembre 2006)
- Superman Confidential #1-5, 11 (DC Comics, novembre 2006-07, 2008)
- The Spirit #1-6, 8-12 (DC Comics, décembre 2006 à janvier 2008)
- Justice League: The New Frontier Special (DC Comics, mai 2008)
- Jonah Hex #33 (DC Comics, juillet 2008) Artist
- Richard Stark's Parker: The Hunter (IDW Comics, juillet 2009)
- Jonah Hex #50 (DC Comics, décembre 2009)
- Richard Stark's Parker: The Man With the Getaway Face - A Prelude to The Outfit (IDW Comics, juillet 2010)
- Richard Stark's Parker: The Outfit (IDW Comics, octobre 2010)
- Richard Stark's Parker: The Score (IDW Comics, mai 2012)
- Richard Stark's Parker: Slayground (IDW Comics, TBA)
- Before Watchmen: Minutemen #1-6 (DC Comics, juillet 2012)
- Before Watchmen: Silk Spectre #1-4 (DC Comics, juillet 2012)

Début 2009, un livre retraçant sa carrière, de la collection Modern Masters, est prévu. En mars 2010, des problèmes d'agendas sont annoncés par l'éditeur, qui envisage une sortie ultérieure.

## Récompenses
Darwyn Cooke a reçu de nombreux prix Eisner, récompense américaine la plus prestigieuse :
- 2005 : meilleure mini-série pour La Nouvelle Frontière
- 2006 : meilleur numéro ou one-shot pour Solo n°5
- 2007 : meilleur numéro ou one-shot pour Batman/The Spirit (avec Jeph Loeb)
- 2007 : meilleur recueil et meilleure maquette pour La Nouvelle Frontière
- 2010 : meilleure adaptation pour Parker : Le Chasseur (d'après Richard Stark)
- 2011 : meilleur auteur pour Parker : L'Organisation (d'après Richard Stark)
- 2012 : meilleure histoire courte pour « The Seventh », dans Richard Stark's Parker: The Martini Edition (d'après Richard Stark)
- 2012 : meilleur recueil pour Richard Stark's Parker: The Martini Edition (d'après Richard Stark)
- 2013 : meilleure adaptation pour Parker : Le Casse (d'après Richard Stark)
- 2014 : meilleure adaptation et meilleur lettrage pour Richard Stark's Parker: Slayground (d'après Richard Stark)
- 2015 : meilleur artiste de couverture pour ses couvertures alternatives chez DC Comics
- 2023 (à titre posthume) : meilleur recueil pour Parker: The Martini Edition—Last Call (d'après Richard Stark), avec Ed Brubaker et Sean Phillips[11]

Il a également reçu des prix Joe Shuster, dédiés aux artistes canadiens de comics, Harvey, autres prix récompensant le marché américain, et Eagle, remis en Grande-Bretagne.
- 2005 : Prix Harvey du meilleur dessinateur et de la meilleure série pour La Nouvelle Frontière
- 2005 :  Prix Joe Shuster du meilleur auteur pour La Nouvelle Frontière
- 2005 : Prix du comic book de la National Cartoonists Society pour La Nouvelle Frontière
- 2007 : Prix Joe Shuster du meilleur auteur pour The Spirit ; meilleur scénariste pour Superman Confidential et meilleur dessinateur pour Batman/The Spirit;
- 2007 : Prix Harvey de la meilleure nouvelle série pour Will Eisner's The Spirit ; du meilleur album non inédit pour Absolute New Frontier
- 2008 : Prix Harvey du meilleur auteur pour Will Eisner's The Spirit
- 2010 : Prix Harvey du meilleur auteur pour Parker: Le Chasseur
- 2010 :  Prix Eagle du meilleur auteur complet
- 2010 :  Prix Joe Shuster du meilleur artiste de couverture pour Parker: Le Chasseur.
- 2011 : Prix Harvey du meilleur auteur et du meilleur dessinateur pour Parker : L'Organisation
- 2013 : Prix Harvey du meilleur album original pour Parker : The Score
- 2015 :  Prix Joe Shuster du meilleur artiste de couverture pour ses diverses réalisations
- 2016 : Temple de la renommée de la bande dessinée canadienne (posthume)